# 埃尔巴赫
埃尔巴赫（德語：Erbach，發音：[ˈɛʁbax] ⓘ）是德国黑森州达姆施塔特行政区奥登林山县的城市，也是奥登林山县的县治，面积61.52平方千米，2023年12月31日人口为14,099人。

## 姊妹市鎮
埃尔巴赫和以下的四個市鎮是姊妹市鎮：
- 葡萄牙 安西昂
- 捷克 伊欽
- 德国 柯尼希塞
- 法國 勒蓬德博瓦桑